# Liste der Mitglieder des Sächsischen Landtags 1881/82
Diese Liste gibt einen Überblick über die Mitglieder des 19. ordentlichen Sächsischen Landtags, der vom 4. September 1881 bis zum 1. März 1882 tagte.

## Zusammensetzung der I. Kammer

### Präsidium
- Präsident: Ludwig Eduard Victor Freiherr von Zehmen
- Vizepräsident: Franz Guido Hempel
- 1. Sekretär: Conrad Eduard Löhr
- 2. Sekretär: Richard Graf von Könneritz

### Vertreter des Königshauses und der Standesherrschaften
| Besitz oder Institution                                      | Abgeordneter                                  | Bemerkungen |
| ------------------------------------------------------------ | --------------------------------------------- | ----------- |
| Sächsisches Königshaus                                       | Prinz Georg                                   |             |
| Besitzer der Standesherrschaft Königsbrück                   | August Graf Wilding von Königsbrück           |             |
| Besitzer der Standesherrschaft Reibersdorf                   | Johann Georg Graf von Einsiedel               |             |
| Besitzer der Herrschaft Wildenfels                           | Friedrich Magnus Graf zu Solms-Wildenfels     |             |
| Vertreter der vier Schönburgischen Lehnsherrschaften         | Otto Friedrich Fürst von Schönburg-Waldenburg |             |
| Bevollmächtigter der fünf Schönburgischen Rezessherrschaften | Feodor von Schönberg                          |             |
| Vertreter der Universität Leipzig                            | Karl Victor Fricker                           |             |

### Vertreter der Geistlichkeit
| Amt                                  | Abgeordneter               | Bemerkungen |
| ------------------------------------ | -------------------------- | ----------- |
| Evangelischer Oberhofprediger        | Ernst Volkmar Kohlschütter |             |
| Dekan des Domstifts zu Bautzen       | Franz Bernert              |             |
| Superintendent zu Leipzig            | Gotthard Victor Lechler    |             |
| Vertreter des Kollegiatstifts Wurzen | Hennig Albert von Stammer  |             |
| Vertreter des Hochstifts Meißen      | Gustav von Watzdorf        |             |

### Auf Lebenszeit gewählte Abgeordnete der Rittergutsbesitzer
| Wahlbezirk            | Abgeordneter                                                                   | Bemerkungen |
| --------------------- | ------------------------------------------------------------------------------ | ----------- |
| Meißner Kreis         | Rudolf Karl Freiherr von Finck                                                 |             |
| Meißner Kreis         | Victor Wilhelm Freiherr von Ferber                                             |             |
| Meißner Kreis         | Karl Christian Arthur Freiherr Dathe von Burgk                                 |             |
| Erzgebirgischer Kreis | Wilhelm von Herder                                                             |             |
| Erzgebirgischer Kreis | Hans Eberhard von Schönberg                                                    |             |
| Oberlausitz           | Franz Guido Hempel                                                             |             |
| Oberlausitz           | Karl Boremäus August Andreas Michael Herrmann Clemens Graf von Schall-Riaucour |             |
| Oberlausitz           | Friedrich Theodor von Zezschwitz                                               |             |
| Leipziger Kreis       | Otto von Böhlau                                                                |             |
| Leipziger Kreis       | Alexis Peltz                                                                   |             |
| Vogtländischer Kreis  | Rudolph Woldemar von Bodenhausen                                               |             |
| Vogtländischer Kreis  | Wilhelm Otto Seiler                                                            |             |

### Rittergutsbesitzer durch Königliche Ernennung
- Heinrich Otto von Erdmannsdorf
- Gustav von König
- Ludwig Eduard Victor von Zehmen
- Bernhard Edler von der Planitz
- Theodor Heinrich Reich
- Karl Kaspar Graf von Rex
- Theodor Graf zur Lippe-Biesterfeld-Weißenfeld
- Hans Dietrich Konrad von Trützschler
- Richard Graf von Könneritz
- Otto Ludwig Christof von Schönberg

### Magistratspersonen
| Wahlbezirk | Abgeordneter                                        | Bemerkungen |
| ---------- | --------------------------------------------------- | ----------- |
| Dresden    | Paul Alfred Stübel, Oberbürgermeister               |             |
| Leipzig    | Otto Robert Georgi, Oberbürgermeister               |             |
| Glauchau   | Arwed August Maximilian Martini, Bürgermeister      |             |
| Freiberg   | August Friedrich Clauß, Bürgermeister               |             |
| Borna      | Karl Heinrich, Bürgermeister                        |             |
| Meißen     | Karl Richard Hirschberg, Bürgermeister              |             |
| Bautzen    | Conrad Eduard Löhr, Bürgermeister                   |             |
| Chemnitz   | Heinrich Friedrich Wilhelm André, Oberbürgermeister |             |

### Vom König nach freier Wahl ernannte Mitglieder
- Friedrich Alfred Degner
- Ernst Rülke
- vakant
- Friedrich Robert von Criegern
- Bernhard Freiherr von Tauchnitz

## Zusammensetzung der II. Kammer

### Präsidium
- Präsident: Daniel Ferdinand Ludwig Haberkorn
- 1. Vizepräsident: Lothar Ottokar Wilhelm Streit
- 2. Vizepräsident: Julius Pfeiffer
- 1. Sekretär: Gustav Richter
- stellvertretender 1. Sekretär: Reinhold Möbius
- 2. Sekretär: Carl Bernhard Speck
- stellvertretender 2. Sekretär: Johannes Müller

### Städtische Wahlbezirke
| Wahlbezirk | Abgeordneter                      | Partei / politische Ausrichtung       | Bemerkungen                                                                       |
| ---------- | --------------------------------- | ------------------------------------- | --------------------------------------------------------------------------------- |
| Dresden 1  | Georg Ludwig August Walter        | DFP                                   |                                                                                   |
| Dresden 2  | Moritz Heger                      | Konservativer Landesverein in Sachsen |                                                                                   |
| Dresden 3  | Karl Friedrich Emil Bönisch       | DFP                                   |                                                                                   |
| Dresden 4  | Hugo Käuffer                      | Konservativer Landesverein in Sachsen |                                                                                   |
| Dresden 5  | Robert Schmidt                    | Konservativer Landesverein in Sachsen |                                                                                   |
| Leipzig 1  | Alfred Döhlinger                  | NLP                                   | Nachwahl nach krankheitsbedingter Mandatsniederlegung durch Julius Karl Cichorius |
| Leipzig 2  | Eduard Stephani                   | NLP                                   |                                                                                   |
| Leipzig 3  | Ernst Karl Erdmann Heine          | DFP                                   |                                                                                   |
| Chemnitz 1 | Karl Wilhelm Ruppert              | NLP                                   |                                                                                   |
| Chemnitz 2 | Karl Roth                         | NLP                                   |                                                                                   |
| Zwickau    | Lothar Ottokar Wilhelm Streit     | DFP                                   |                                                                                   |
| 1          | Daniel Ferdinand Ludwig Haberkorn | Konservativer Landesverein in Sachsen |                                                                                   |
| 2          | Heinrich Hildebrand               | Konservativer Landesverein in Sachsen |                                                                                   |
| 3          | Wilhelm Michael Schaffrath        | DFP                                   |                                                                                   |
| 4          | Hermann Friedrich Theodor Schreck | DFP                                   |                                                                                   |
| 5          | Karl Gustav Ackermann             | Konservativer Landesverein in Sachsen |                                                                                   |
| 6          | Wilhelm Franz Müller              | Liberal                               |                                                                                   |
| 7          | Heinrich Richard Scheller         | NLP                                   |                                                                                   |
| 8          | Ernst Robert Härtwig              | Konservativer Landesverein in Sachsen |                                                                                   |
| 9          | Friedrich Wilhelm Prüfer          | Konservativer Landesverein in Sachsen |                                                                                   |
| 10         | Curt Moritz Starke                | DFP                                   |                                                                                   |
| 11         | Johannes Müller                   | Konservativer Landesverein in Sachsen |                                                                                   |
| 12         | Oswald Ahnert                     | NLP                                   |                                                                                   |
| 13         | Wilhelm Kreßner                   | Konservativer Landesverein in Sachsen |                                                                                   |
| 14         | Richard Müller                    | NLP                                   |                                                                                   |
| 15         | Karl Friedrich Ferdinand Uhle     | Liberal                               |                                                                                   |
| 16         | Otto Ullrich                      | NLP                                   |                                                                                   |
| 17         | Karl Uhlmann                      | DFP                                   |                                                                                   |
| 18         | August Müller                     | Konservativer Landesverein in Sachsen |                                                                                   |
| 19         | Gustav Hermann Köselitz           | DFP                                   |                                                                                   |
| 20         | Franz Adolph Lange                | Konservativer Landesverein in Sachsen | Nachwahl                                                                          |
| 21         | Arthur Georgi                     | NLP                                   |                                                                                   |
| 22         | Hugo Gottfried Opitz              | Konservativer Landesverein in Sachsen | Nachwahl nach Tod von Hermann Grimm                                               |
| 23         | Franz Moritz Kirbach              | NLP                                   |                                                                                   |
| 24         | Robert Richard Grahl              | DFP                                   |                                                                                   |

### Ländliche Wahlbezirke
| Wahlbezirk | Abgeordneter                   | Partei / politische Ausrichtung       | Bemerkungen                                        |
| ---------- | ------------------------------ | ------------------------------------- | -------------------------------------------------- |
| 1          | Christian Gottlieb Riedel      | DFP                                   |                                                    |
| 2          | Karl Gustav Fährmann           | DFP                                   |                                                    |
| 3          | Julius Pfeiffer                | NLP                                   |                                                    |
| 4          | Karl August Heinze             | DFP                                   |                                                    |
| 5          | Andreas Strauch                | Konservativer Landesverein in Sachsen | sorbisch Handrij Kerk                              |
| 6          | Karl Friedrich Matthes         | Konservativer Landesverein in Sachsen |                                                    |
| 7          | Karl Bernhard Päßler           | Konservativer Landesverein in Sachsen |                                                    |
| 8          | Friedrich Wilhelm Beeg         | Konservativer Landesverein in Sachsen |                                                    |
| 9          | Gustav Philipp                 | DFP                                   |                                                    |
| 10         | Theodor Käferstein             | Konservativer Landesverein in Sachsen | Nachwahl nach Beförderung von Albert Eduard Berndt |
| 11         | Friedrich Wilhelm May          | DFP                                   |                                                    |
| 12         | Ernst Schumann                 | Konservativer Landesverein in Sachsen |                                                    |
| 13         | Ernst Kleber                   | Konservativer Landesverein in Sachsen |                                                    |
| 14         | Richard von Oehlschlägel       | Konservativer Landesverein in Sachsen |                                                    |
| 15         | Victor Hermann Leutritz        | Konservativer Landesverein in Sachsen |                                                    |
| 16         | Rudolph Waldemar von Seydewitz | Konservativer Landesverein in Sachsen |                                                    |
| 17         | Friedrich Wilhelm Oehmichen    | DFP                                   |                                                    |
| 18         | Karl Ernst Klopfer             | Konservativer Landesverein in Sachsen |                                                    |
| 19         | Karl Heinrich Richter          | Konservativer Landesverein in Sachsen |                                                    |
| 20         | Erdmann Theodor Günther        | Konservativer Landesverein in Sachsen |                                                    |
| 21         | Ernst Däberitz                 | Konservativer Landesverein in Sachsen |                                                    |
| 22         | Johann Nepomuk Köckert         | Konservativer Landesverein in Sachsen |                                                    |
| 23         | August Bebel                   | SPD                                   |                                                    |
| 24         | Wilhelm Liebknecht             | SPD                                   |                                                    |
| 25         | Friedrich Wilhelm Schade       | Konservativer Landesverein in Sachsen | Nachwahl nach Tod von Heinrich Louis Schmidt       |
| 26         | Magnus Guido Uhlemann          | Konservativer Landesverein in Sachsen |                                                    |
| 27         | Gustav Richter                 | Konservativer Landesverein in Sachsen |                                                    |
| 28         | Karl Ernst Seydel              | Konservativer Landesverein in Sachsen |                                                    |
| 29         | Wilhelm Julius Knechtel        | Konservativer Landesverein in Sachsen |                                                    |
| 30         | Reinhold Möbius                | Konservativer Landesverein in Sachsen |                                                    |
| 31         | Albert Niethammer              | NLP                                   |                                                    |
| 32         | Louis Uhle                     | NLP                                   |                                                    |
| 33         | Karl Gottlob Heymann           | Konservativer Landesverein in Sachsen |                                                    |
| 34         | Hans Karl Hugo von Kirchbach   | Konservativer Landesverein in Sachsen |                                                    |
| 35         | Karl Mehnert                   | Konservativer Landesverein in Sachsen |                                                    |
| 36         | Otto Emil Freytag              | SPD                                   |                                                    |
| 37         | Carl Friedrich Werner          | Konservativer Landesverein in Sachsen |                                                    |
| 38         | Ernst Ludwig Gelbke            | Konservativer Landesverein in Sachsen |                                                    |
| 39         | Hermann Julius von Römer       | Konservativer Landesverein in Sachsen |                                                    |
| 40         | Ludwig Emil Puttrich           | SPD                                   |                                                    |
| 41         | Carl Bernhard Speck            | Konservativer Landesverein in Sachsen |                                                    |
| 42         | Guido Breitfeld                | Konservativer Landesverein in Sachsen |                                                    |
| 43         | Adolf Maximilian von Polenz    | Konservativer Landesverein in Sachsen |                                                    |
| 44         | Emil Kreller                   | Konservativer Landesverein in Sachsen |                                                    |
| 45         | Ernst Jahn                     | Konservativer Landesverein in Sachsen |                                                    |